# 假繡線菊
假繡線菊（学名：Spiraea hayatana）为薔薇科繡線菊屬下的一个种。

## 扩展阅读
- 維基物種上的相關：假繡線菊